# نووی یانزیگیت
نووی یانزیگیت (انگلیسی: Novy Yanzigit) یک شهرک در شهرستان کراسنوکامسکی استان باشقیرستان کشور روسیه است.